# 海法紀光
海法 紀光（かいほう のりみつ）は、日本のライトノベル作家、翻訳家。神奈川県出身。

## 人物
慶應義塾大学ファンタジー研究会出身。大学生時代に英語版テーブルトークRPG『TORG』のサプリメントの同人翻訳を当時このゲームの翻訳版を出版していた新紀元社に投稿し、実力が認められ翻訳チームの一員に。以降、アメリカンコミックの翻訳や小説執筆へと活躍の幅を広げる。なお、WEBラジオ出演時に「（大学を）卒業していない」と発言している。
ゲーム・活字・アメコミ・SFに対する造詣が深い。

## 作品リスト

### 小説
エンターブレイン・ファミ通文庫
- ヴァルキリーズ・ギャンビット 輪廻戦記ゼノスケープ
- 俺の屍を越えてゆけ 呪われし姉弟の輪舞
- GUILTY GEAR X 白銀の迅雷
- GUILTY GEAR X 胡蝶と疾風
- グローランサー 真夜中の虹
- 式神の城 O.V.E.R.S.ver0.81
- 式神の城 Gunsmoke Witch
- 式神の城II 陽の巻
- 式神の城II 陰の巻
- 式神の城II Paradise Typhoon
- 式神の城III ワールドタイム・トラベラーズ
- 塵骸魔京 ファンタスティカ・オブ・ナイン
- 塵骸魔京 ライダーズ・オブ・ダークネス
- 翠星のガルガンティア 外伝・少年と巨人
- 我が竜を見よ外伝 秋葉原竜戦記

ハーヴェスト出版・みのり文庫
- 女神異聞録デビルサバイバー アンソロジーノベル（原作：アトラス）
- 朧村正 〜鳥籠姫と指切りノ太刀〜

アスキー・メディアワークス・電撃ゲーム文庫
- ROBOTICS;NOTES 瀬乃宮みさ希の未発表手記

星海社FICTIONS
- イース トリビュート　此処より彼方へ、彼方より此処へ

Nitroplus Books
- 翠星のガルガンティア 少年と巨人

ソフトバンク文庫
- 「堕天使」がわかる　サタン、ルシフェルからソロモン72柱まで（共著）

### ドラマCD（シナリオ）
- GUILTY GEAR X ドラマCD VOL.1,VOL.2
- GUILTY GEAR XX ドラマCD SIDE:RED,BLACK
- GUILTY GEAR XX ドラマCD「ナイト・オブ・ナイブズ Vol.1〜3」

### 漫画
- ギルティギアXTRA（原案、作画：隈井章二、『月刊マガジンZ』）
- がっこうぐらし!（原作〈ニトロプラスと共同〉、作画：千葉サドル、『まんがタイムきららフォワード』2012年7月号 - 2020年1月号）
  - がっこうぐらし！〜おたより〜（原作、作画：千葉サドル、『まんがタイムきららフォワード』2020年8月号 - 2021年10月号）
- 迷宮探偵 久々湊錠（仮） → 死もまた死するものなれば（原作〈桜井光と共同〉、作画：狛句、協力：モンスターラウンジ、『月刊ドラゴンエイジ』2018年12月号 - 2021年2月号。2019年1月号に改題）
- Deep Insanity（原案〈深見真と共同〉、作画：塩野干支郎次、『月刊ビッグガンガン』2020年vol.2 - ）
- 放課後異世界ふたり旅（原作、漫画：藍田鳴、協力：モンスターラウンジ、『Good!アフタヌーン』2025年5号[2] - ）

### ゲームシナリオ
- 塵骸魔京（夜刀史朗名義[3]）
- 家庭用 GUILTY GEAR X ストーリーモード
- 家庭用 GUILTY GEAR XX ストーリーモード
- GUILTY GEAR 2 OVERTURE ストーリーモード

### アニメ

#### テレビアニメ
2013年
- 翠星のガルガンティア（全13話中3話執筆）

2015年
- ガンスリンガー ストラトス（シリーズ構成）
- がっこうぐらし!（シリーズ構成）

2016年
- ラクエンロジック（設定協力・第6話脚本）
- ダンガンロンパ3 -The End of 希望ヶ峰学園-（シリーズ構成）

2018年
- 怪獣娘〜ウルトラ怪獣擬人化計画〜（第2期、原案・設定）

2019年
- 魔法少女特殊戦あすか（シリーズ構成、深見真と共同）
- 彼方のアストラ（シリーズ構成）

2020年
- アクダマドライブ（シリーズ構成、田口智久と共同）

2023年
- アルスの巨獣（シリーズ構成・脚本）

2024年
- 俺だけレベルアップな件（脚本）

2025年
- GUILTY GEAR STRIVE: DUAL RULERS（シリーズ構成・脚本）

#### Webアニメ
2016年
- 怪獣娘〜ウルトラ怪獣擬人化計画〜（原案・設定）

### 特撮
- 仮面ライダー鎧武/ガイム（全47話中1話を、虚淵玄と共同で執筆）

### テーブルトークRPG
- BEAST BIND 魔獣の絆 R.P.G（世界観パート担当。メインデザインは井上純弌）

### 翻訳
- TORG（翻訳チームの一人、新紀元社）
- X-メン（小学館プロダクションより発売の翻訳版）
- ウォッチメン（翻訳チームの一人、小学館プロダクション）
- サンドマン（インターブックス）

### ゲーム
- きららファンタジア（シナリオ監修）